# Sredice Gornje
Sredice Gornje is een plaats in de gemeente Kapela in de Kroatische provincie Bjelovar-Bilogora. De plaats telt 210 inwoners (2001).